# معجم الأماكن الواردة في المعلقات العشر
معجم الأماكن الواردة في المعلقات العشر هو كتاب ومعجم جغرافي عن أماكن ورد ذكرها في أشعار المعلقات العشر، ألفه المؤرخ سعد بن جنيدل (1343-1427)، يشير المؤلف في كتابه الأماكن الواردة في المعلقات العشر والتي ردت في كتب المؤرخين القدامى متفرقة دون أن يهتموا بها اهتماما خاصا وكان أول من اعتنى ببحثها بحثا مقصودا هو الشيخ محمد بن بليهد في كتابه صحيح الأخبار إذ ركز على المواضع الواردة في المعلقات العشر وبحث المواضع الواردة في شعر شعرائها العشرة.

## منهج التأليف
اتبع الشيخ سعد بن جنيدل في بحثه الخطوات التالية:
1. حصر المواضع الواردة في المعلقات العشر، التي بلغت 135 موضعا، ثم ترتيبها ترتيبا هجائيا.
2. جعل كتاب شرح البتريزي للمعلقات العشر أساسا في رواية الأبيات، والاطلاع والبحث عن الروايات الأخرى في الشروح الأخرى، وفي الكتب الأدبية وفي دواوين شعراء المعلقات.
3. وصف كل موضع وصفا جغرافيا وتحديده تحديدا قدر الاستطاعة.

## مقدمة الكتاب
قال المؤرخ سعد بن جنيدل في مقدمة كتابه:
| معجم الأماكن الواردة في المعلقات العشر | أما الطريقة التي اتبعتها في بحث هذا المعجم فإنها لا تختلف عن الطريقة التي اتبعتها في تأليف كتابي معجم عالية نجد غير أن معجم عالية نجد كانت النصوص الشعرية ترد فيه كشواهد على تحديد المواضع، بينما في هذا المعجم اتخذت البيت الشعري الذي ورد فيه ذكر المواضع في المعلقات العشر أساسا للبحث، وأوردت من الشواهد ما أمكنني إيراده، وذلك لأن بحوث هذا المعجم استهدفت مواضع المعلقات، وصفا وتحديدا | معجم الأماكن الواردة في المعلقات العشر |

## طباعة الكتاب
فرغ سعد بن جنيدل من تأليف هذا الكتاب عام 1407 هـ، ثم قامت جامعة الإمام محمد بن سعود الإسلامية في الرياض بطباعته عام 1411 هـ في 520 صفحة، ثم أخرجت له فهارس عن طريق الدكتور علي بن حسين البواب عام 1413 هـ في 120 صفحة تحوي فهارس مفصلة للحديث والأمثال والأشعار والأعلام والمواضع والقبائل والكتب، بالإضافة إلى أكثر من 130 خطأ مطبعي في الطبعة السابقة، وبعد مضي 14 سنة على طباعة الكتاب، وبعد نفاد نسخه كثر، قرر مركز حمد الجاسر طباعة الكتاب في 627 صفحة مشتملا على الفهارس التي كانت سابقا في كتاب مستقل وصححت جميع الأخطاء التي وردت الإشارة إليها في الفهارس، بالإضافة إلى أخطاء أخرى بلغت الأربعين، صححها المؤلف في نسخته الخاصة.